# Adelajda (żona Dypolda III von Vohburga)
Adelajda – pierwsza żona Dypolda III, hrabiego Vohburga, Nabburga i Cham.
Była Polką; według literatury naukowej pochodziła najprawdopodobniej z polskiego rodu możnowładczego. Sporą popularnością cieszyła się hipoteza, że była identyczna z trzecią córką Władysława I Hermana i Judyty salickiej. Hipotezę tę obecnie odrzuca się ze względu na fakt, że źródła podają, że mężem trzeciej córki Władysława Hermana był Polak oraz ze względu brak informacji na temat cesarskiego pochodzenia Adelajdy w tzw. Tabula consanguinitatis Friderici I regis et Adele reginae.
Adelajda i Dypold III mieli syna Dypolda oraz córki Adelę, Zofię, Eufemię i Jutę.